# زیرطاق دوآب
زیرطاق دوآب، روستایی از توابع بخش مرکزی شهرستان سلسله در استان لرستان ایران است.قدمت این روستا به نقل از افراد محلی سابقه تقریبآ سیصد ساله دارد. افراد شهرستان سلسه این روستا را به نام زیرطاق بگ میرزا (یکی از کدخداهای معروف ساکن این روستا(فرزندان وی:خان میرزا و...) که مانند سایر اهالی این روستا نسب آن به حسنوند میرسد و نوادگان وی که شامل خانواده های میرزایی. اسماعیل پورطاقی
، جمشیدی .میرزاپور،رضایی و بیگی پور می شوند در روستاهای چشمه میرزا(کینی میرزا)و سنگکر زندگی می کنند وفات تقریباً 1250 ه ق) میشناسند.در قدیم یک بنا به صورت چهار طاقی برای استراحت رهگذران در این روستاوجود داشته است که به احتمال مربوط به زیارتگا ه های زمان زرتشتیان بوده است که نام این روستا الهام گرفته از بنای یاد شده است.

## جمعیت
این روستا در دهستان دوآب قرار دارد و براساس سرشماری مرکز آمار ایران در سال ۱۳۸۵، جمعیت آن ۸۸ نفر (۱۶خانوار) بوده‌است.